# Hans Gerd Ruwe

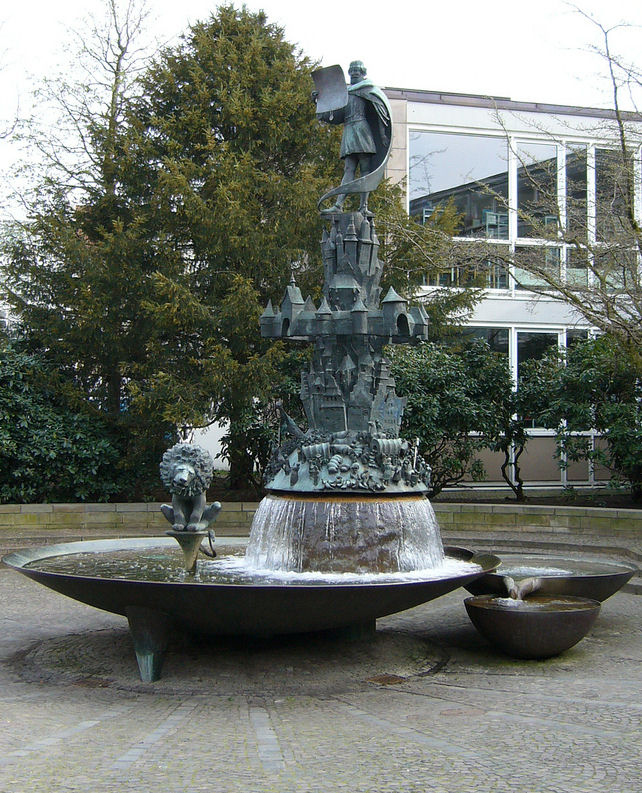
Der Bürgerbrunnen in Osnabrück

Hans Gerd Ruwe (* 17. Februar 1926 in Osnabrück; † 22. Januar 1995 ebenda) war ein deutscher Steinmetz und Bildhauer. Seine überwiegend in Bronze ausgeführten Werke sind weit über die Grenzen seiner Heimatstadt hinaus bekannt geworden.

## Leben
Nach seiner Schulzeit kam Ruwe zum Militär und kehrte erst im Dezember 1948 aus französischer Kriegsgefangenschaft zurück. Anschließend erlernte er bei Emil Jung das Steinmetzhandwerk. Ab 1951 studierte er an der Werkkunstschule Hannover und an der Hochschule der bildenden Künste in Hamburg. 1954 legte er die Meisterprüfung als Steinmetz ab und ließ sich nach Studienaufenthalten in Italien, Holland und Frankreich in Osnabrück als freischaffender Künstler nieder.
Ruwe ist für seine großen und teils vielfigurigen Plastiken bekannt. Als bekanntestes Werk wird oft der Bürgerbrunnen genannt, der in der Nähe des Osnabrücker Marktes auf dem Platz des Westfälischen Friedens steht. Weitere Werke in der Osnabrücker Innenstadt sind Die Waschfrau am Vitihof oder das Tiergericht im Zoo.
Nicht nur in seiner Heimatstadt, auch in zahlreichen anderen norddeutschen Orten stehen Werke von ihm, wie beispielsweise in Gütersloh, Bad Iburg, Quakenbrück, Werlte oder Blomberg.
Von Hans Gerd Ruwe sind zwei Weihnachtskrippen bekannt, eine große Blockkrippe aus Kunststein (patinierter Steinguss), die in der Krippenausstellung im Diözesanmuseum zu sehen ist, zum anderen eine aus verschiedenen Hölzern modellierte vielfigurige Hauskrippe. Beide Arbeiten befinden sich in Privatbesitz und werden zu den bedeutenden Werken Osnabrücker Krippenkunst gezählt.
Hans Gerd Ruwe starb kurz nach Vollendung des Bürgerbrunnens für die Stadt Osnabrück im Jahr 1995 in seiner Heimatstadt.

## Werke (Auswahl)
- 1960: Türgriff für das Rathaus Meppen[1]
- 1965: Stein der Freundschaft, Boulevard Foch, Angers, Frankreich (vom Bahnhofsvorplatz dorthin versetzt), ein Beitrag zur Partnerschaft der Städte Angers, Haarlem und Osnabrück
- 1968: Fliegende Schwäne, Bronze, Schwanenweiher an der Karolinenhöhe, Georgsmarienhütte
- 1970: Trompetenbrunnen, Bronze, Roter Platz, Georgsmarienhütte
- 1974: Katzenbrunnen, Bronze, Große Straße am Neumarkt, Osnabrück
- 1978: Gänseliesel, Bronze, Kettelerschule, Lohne (Oldenburg)
- 1978: Tiergericht-Brunnen, Bronze, Aquariumhaus im Zoo, Osnabrück
- ca. 1978: Der Fortschritt ist ein Trojanisches Pferd, Bronze, Renkenörener See
- ca. 1979: Tschüss, Bronze, Renkenörener See
- 1979: Steckenpferdreiter-Brunnen, Bronze, Katharinenkirche, Osnabrück
- 1981: Kuhbrunnen, Bronze, Lange Straße, Wunstorf
- 1981: Schäfer an der Tränke-Brunnen, Kloster Gertrudenberg, Osnabrück
- 1983: Die Waschfrau oder Der Pumpenbrunnen, Bronze, Vitihof, Osnabrück
- 1983: Bronzeplastik für das Kongresszentrum, Angers
- 1983: Der Bote, Bronze, Heinrich-von-Stephan-Straße, Göttingen
- 1983: Mann mit Laute, Bronze, Grünanlage am Riedenbach, Osnabrück
- 1984: Der Spezialist, Bronze, Haseuferweg, Osnabrück
- 1984: Trommlerbrunnen, Bronze, Thieplatz, Glane – Bad Iburg
- 1986: Bürgerbrunnen, Bronze, Platz des Westfälischen Friedens, Osnabrück
- 1986: Wildwechsel, Bronze, Bad Sassendorf
- 1987: Bischof-Benno II.-Denkmal, Bronze, Höhe 270 cm, beim Gografenhof, Bad Iburg
- 1988: Gänsebrunnen "Gänsemarsch", Bronze, vor dem Rathaus in Wickede (Ruhr)
- 1989: Alheyd-Pustekoke-Brunnen, Bronze, Marktplatz, Blomberg
- 1989: Albert-Trautmann-Denkmal, Bronze, Kellerstraße/Sögeler Straße, Werlte
- 1990: Der Münzmeister, Kreissparkasse in Diepholz
- 1992: Handwerkerbrunnen, Bronze, Große Straße, Bad Iburg
- 1992: Der Zwischenfall-Brunnen, Bronze, Rathausplatz, Lengerich
- 1994: Gedenktafel für Bischof Franziskus Demann, Domhof, Osnabrück

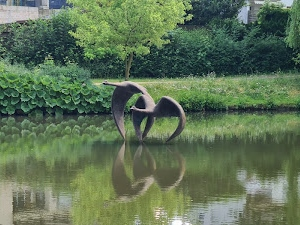
Fliegende Schwäne, Schwanenweiher in Georgsmarienhütte
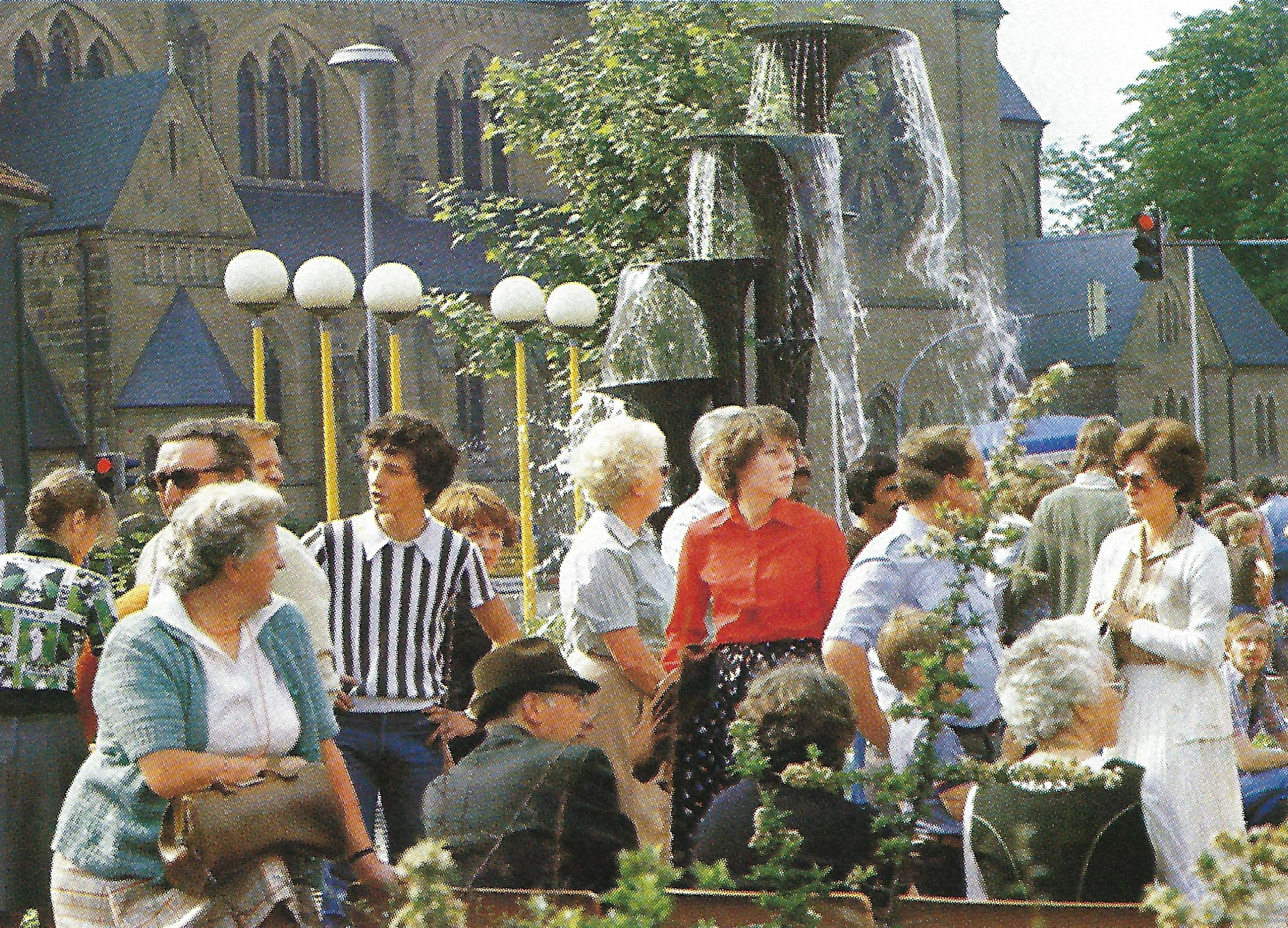
Trompetenbrunnen, Roter Platz in Georgsmarienhütte ca. 1980
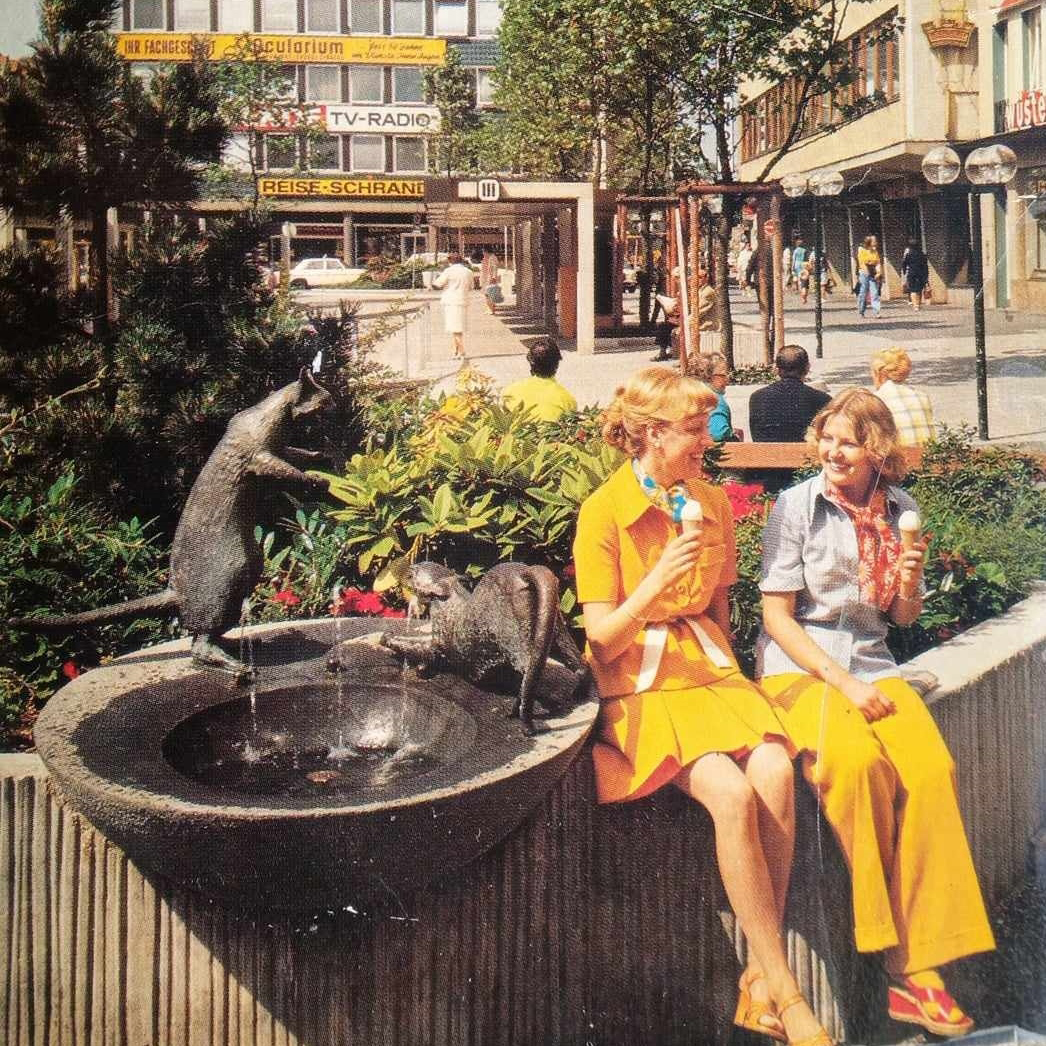
Katzenbrunnen, Neumarkt in Osnabrück ca. 1975
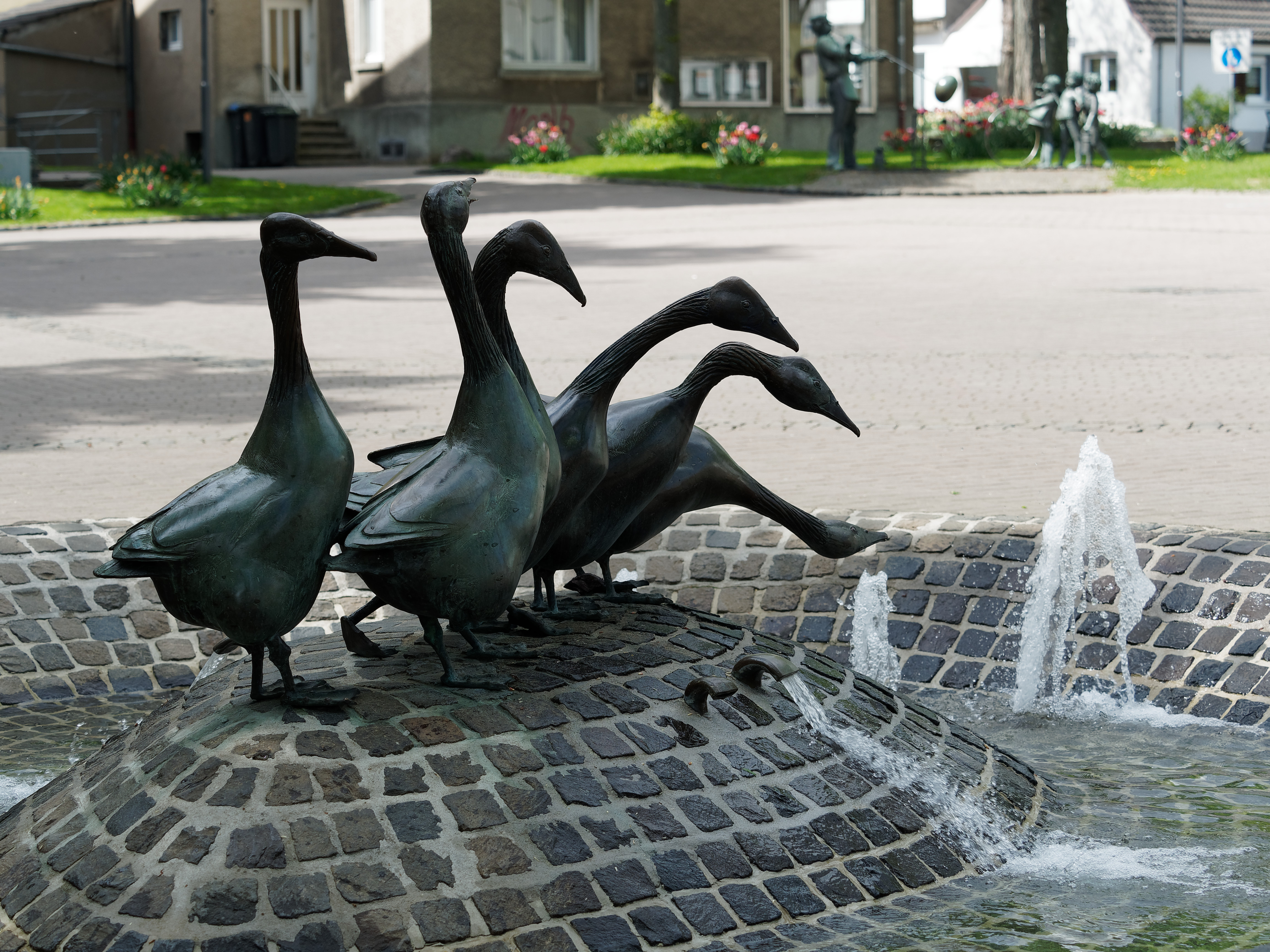
Gänsebrunnen "Gänsemarsch" vor dem Rathaus in Wickede (Ruhr)
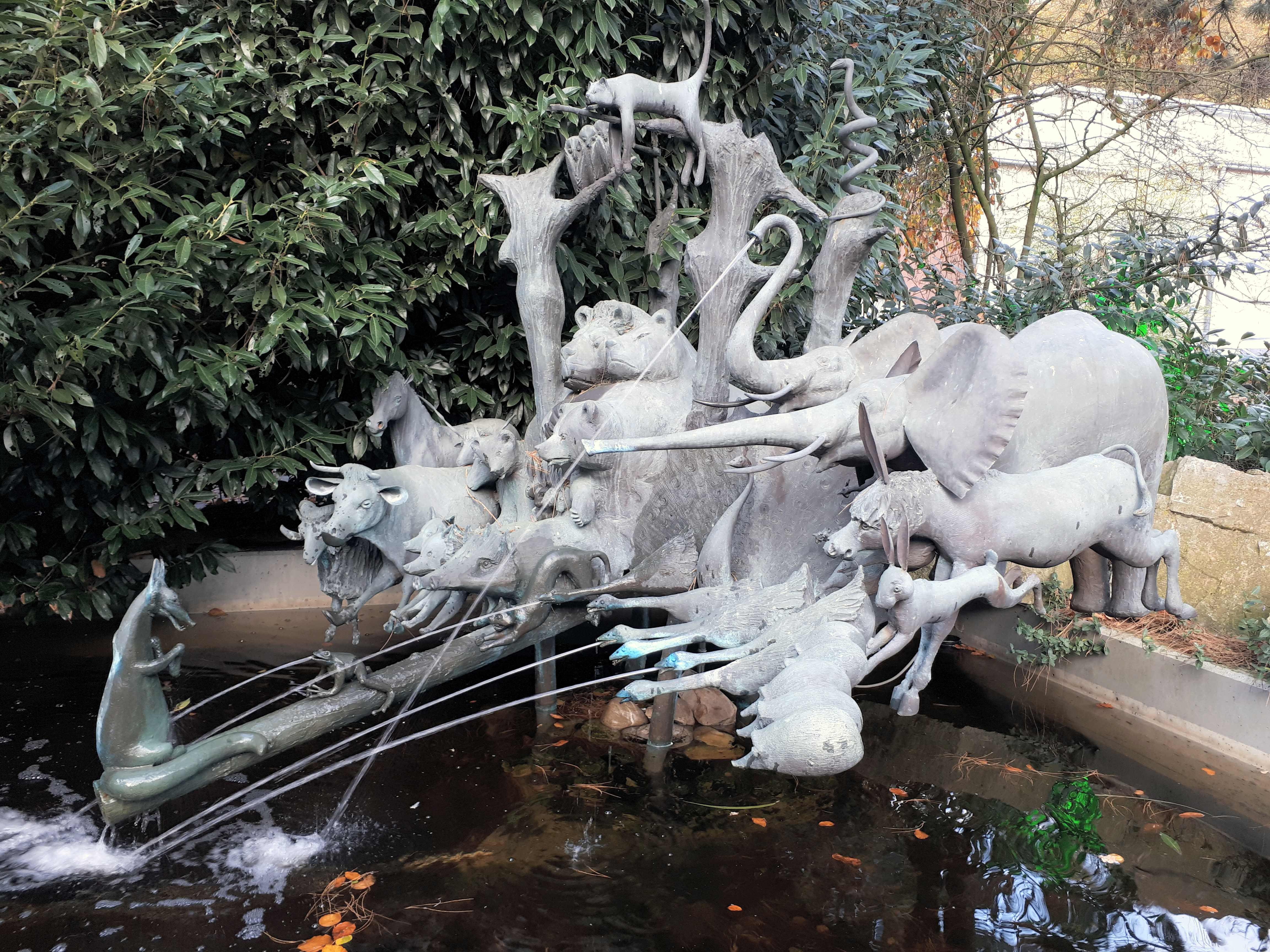
Tiergericht-Brunnen im  Zoo Osnabrück
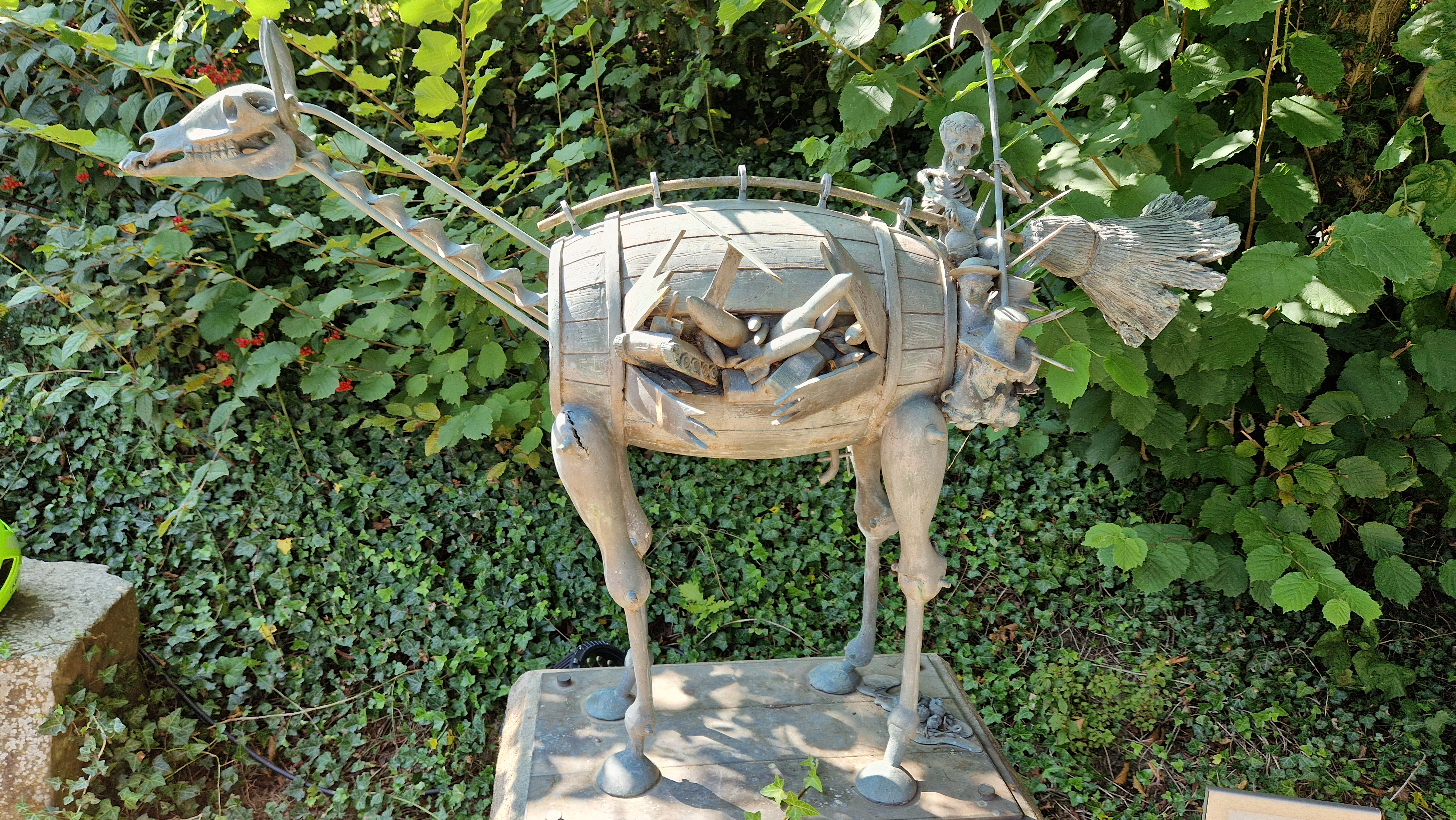
Der Fortschritt ist ein Trojanisches Pferd, Renkenörener See in Hilter
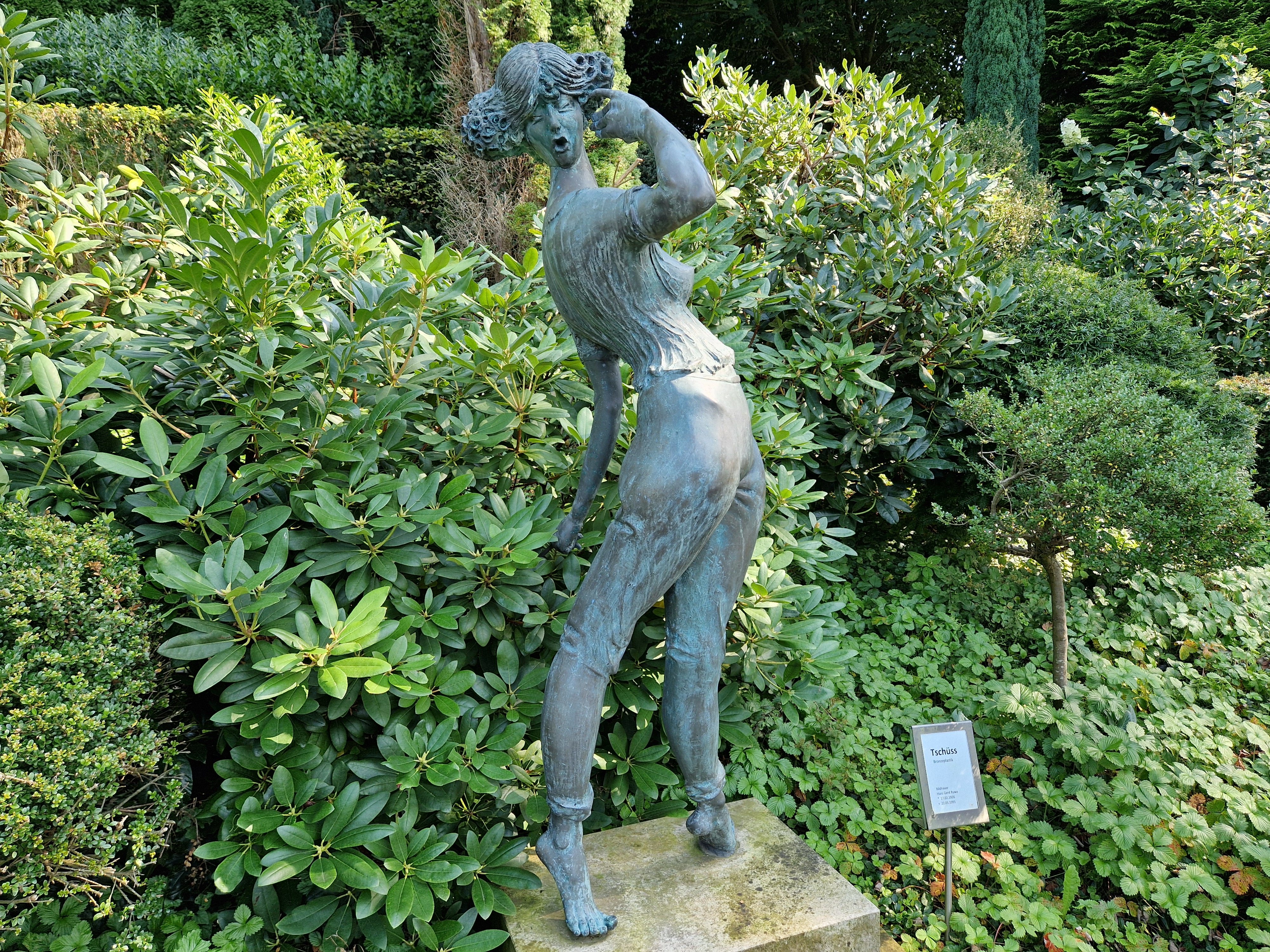
Tschüss, Renkenörener See in Hilter
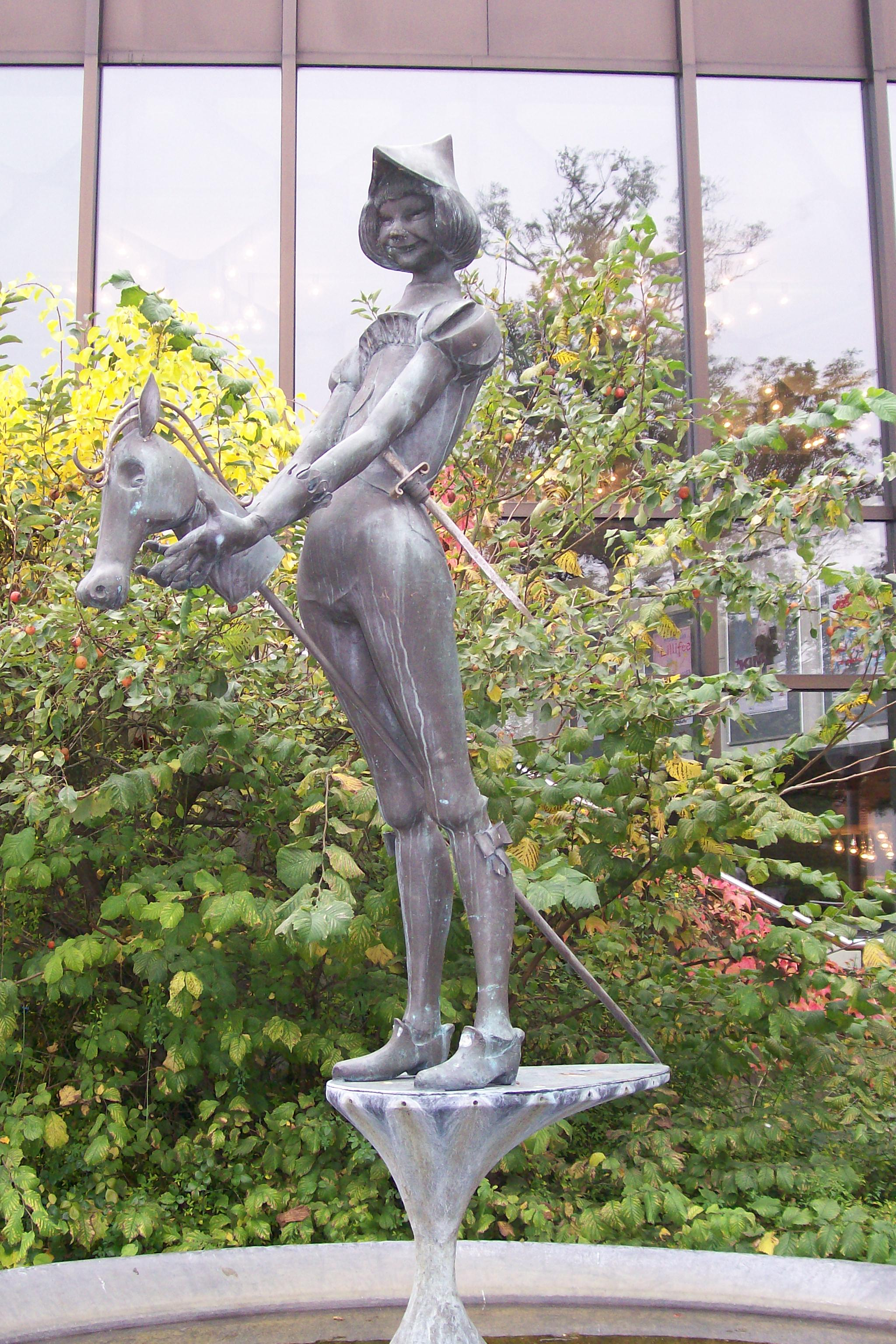
Steckenpferdreiter, St. Katharinenkirche in Osnabrück
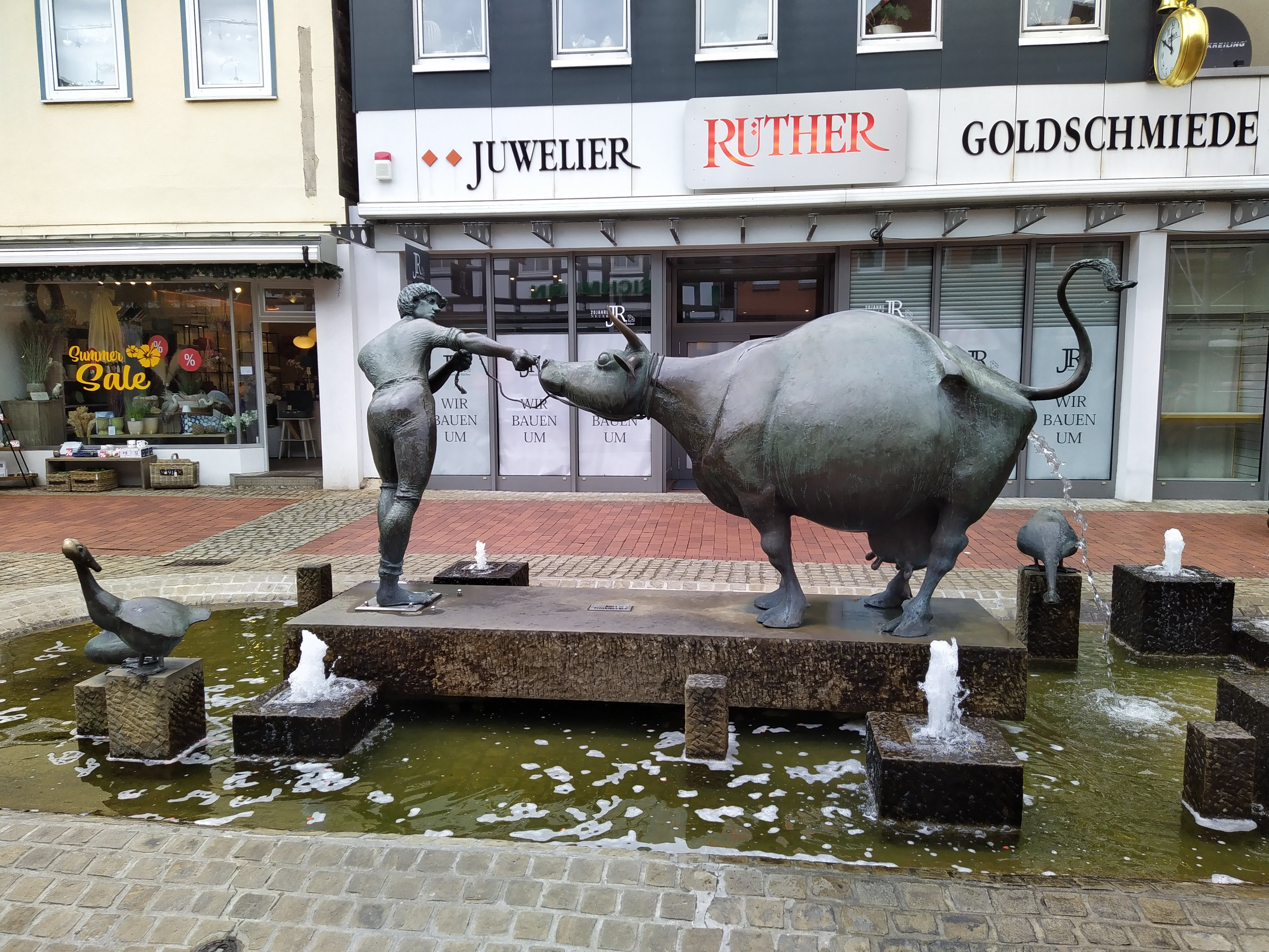
Kuhbrunnen in Wunstorf
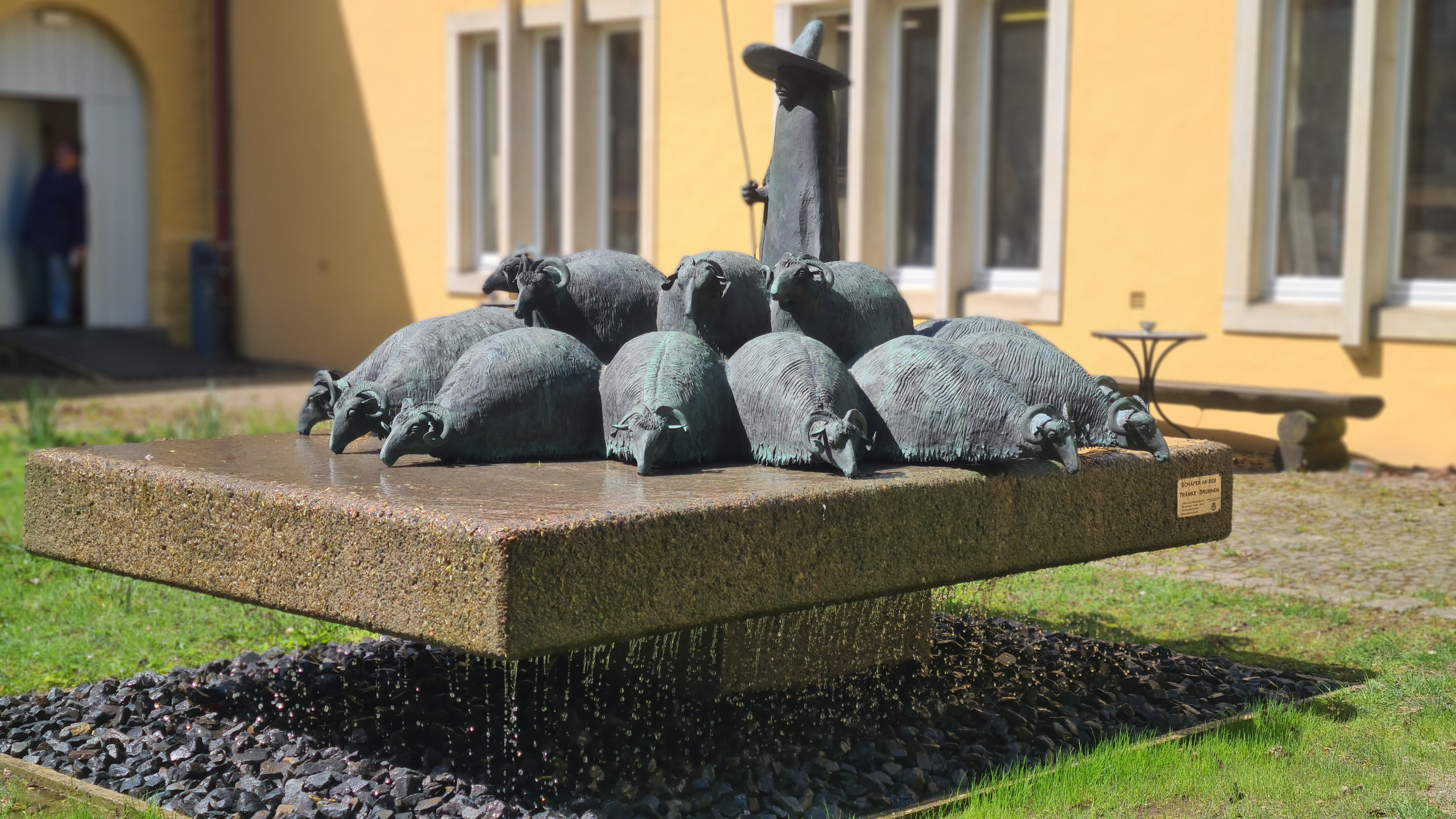
Schäfer an der Tränke-Brunnen, Gertrudenkirche in Osnabrück
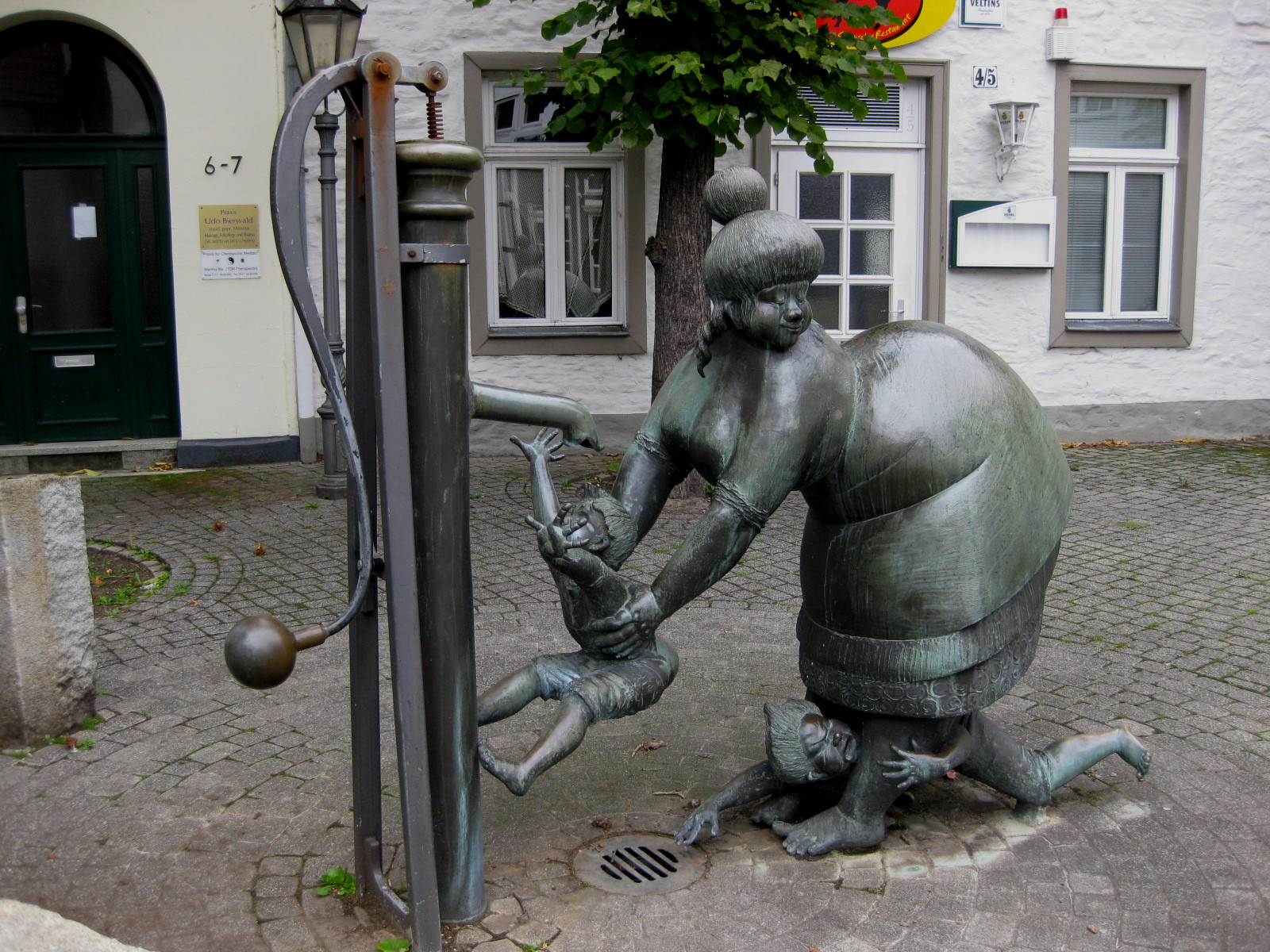
Die Waschfrau-Brunnen, Vitihof in Osnabrück
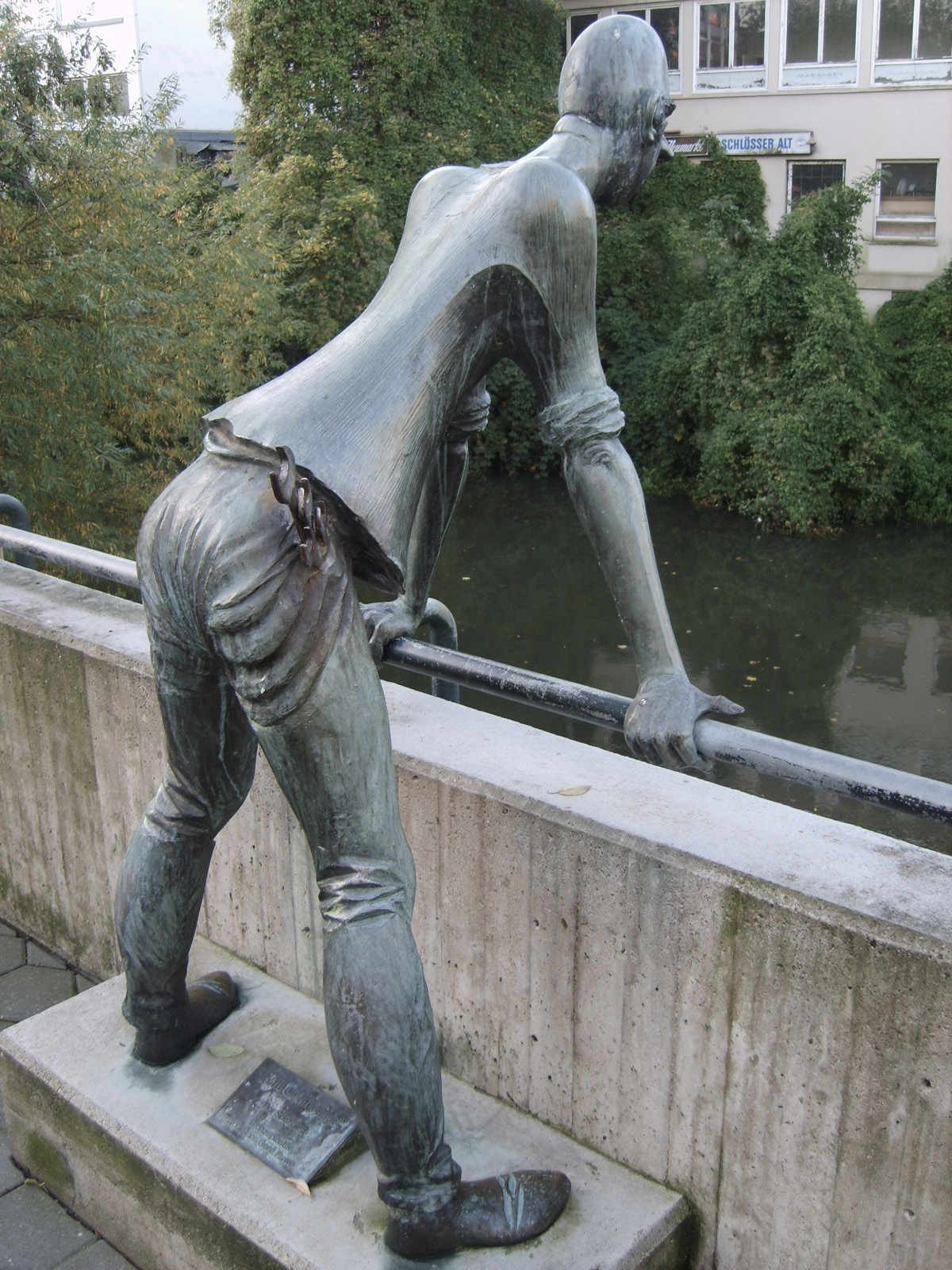
Der Spezialist, Neumarkt in Osnabrück, auch als Till Ossenbrügge bekannt
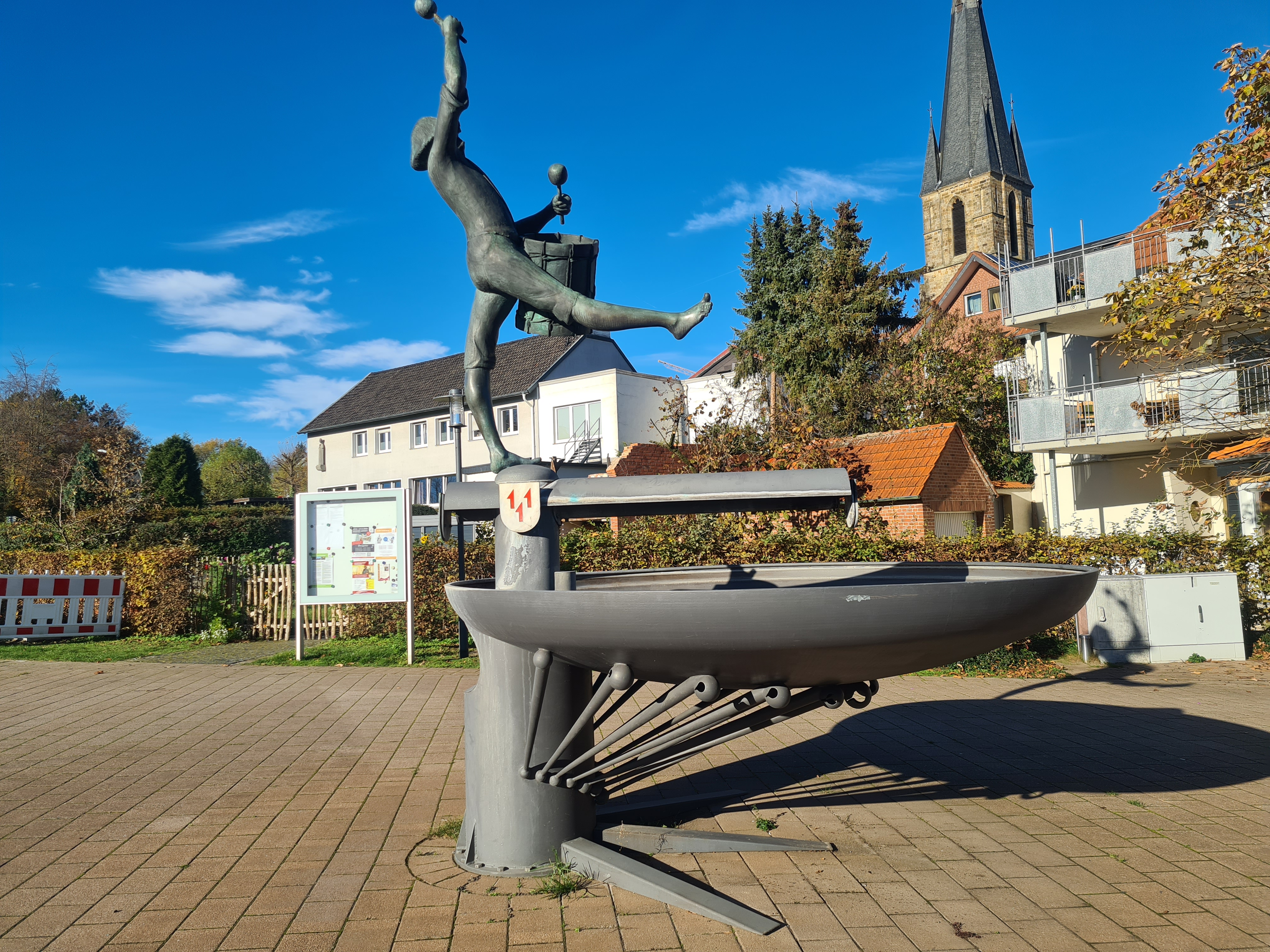
Trommlerbrunnen, Thieplatz in Glane
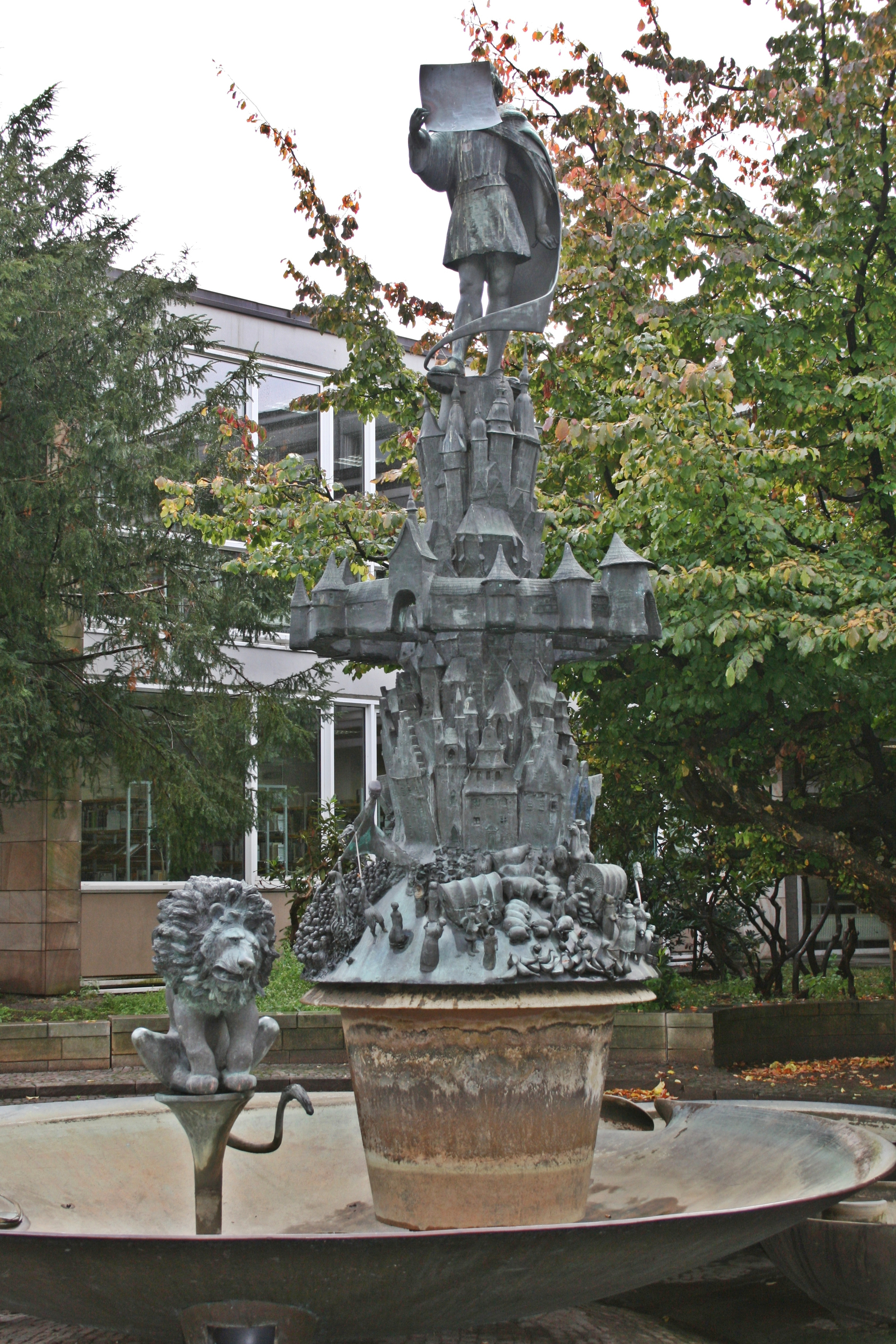
Bürgerbrunnen, Innenhof der Stadtbibliothek in Osnabrück
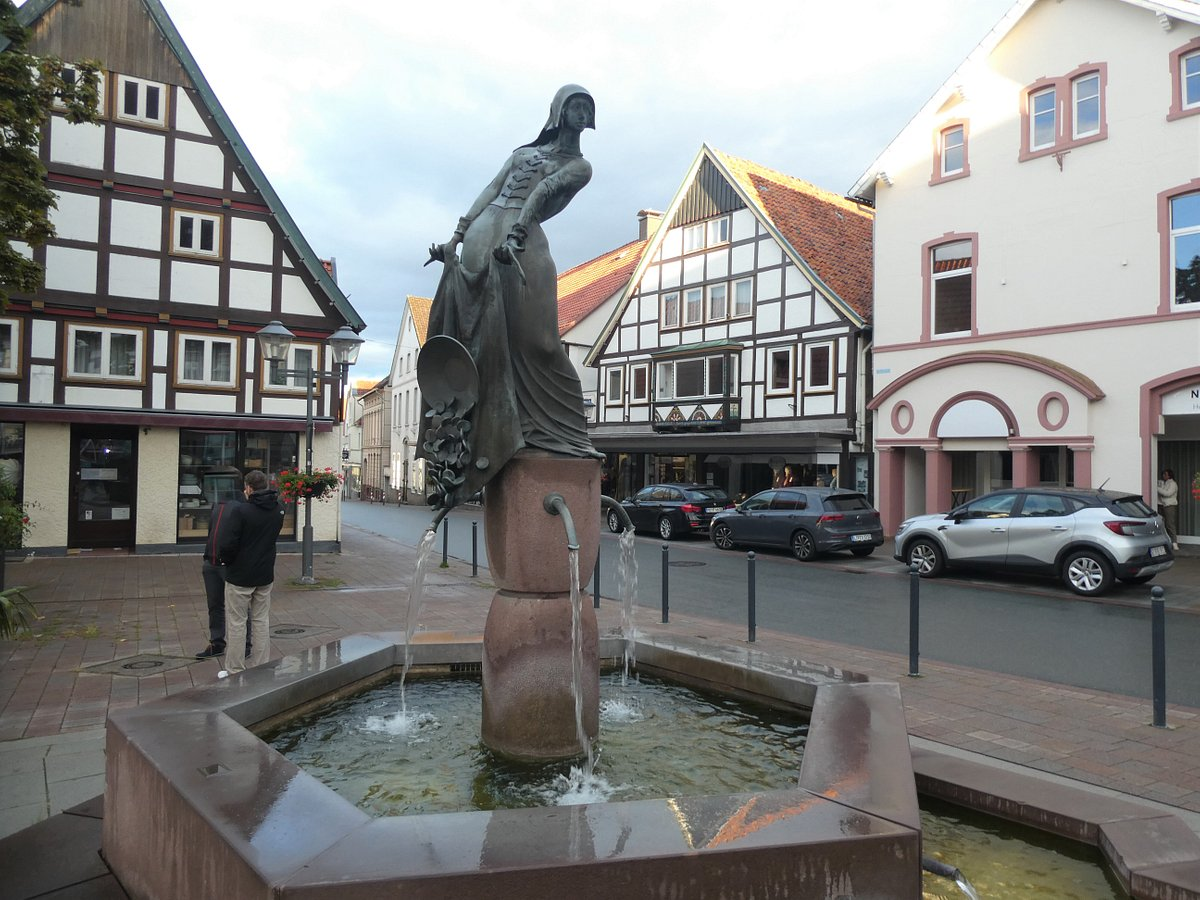
Alheyd-Pustekoke-Brunnen in Blomberg
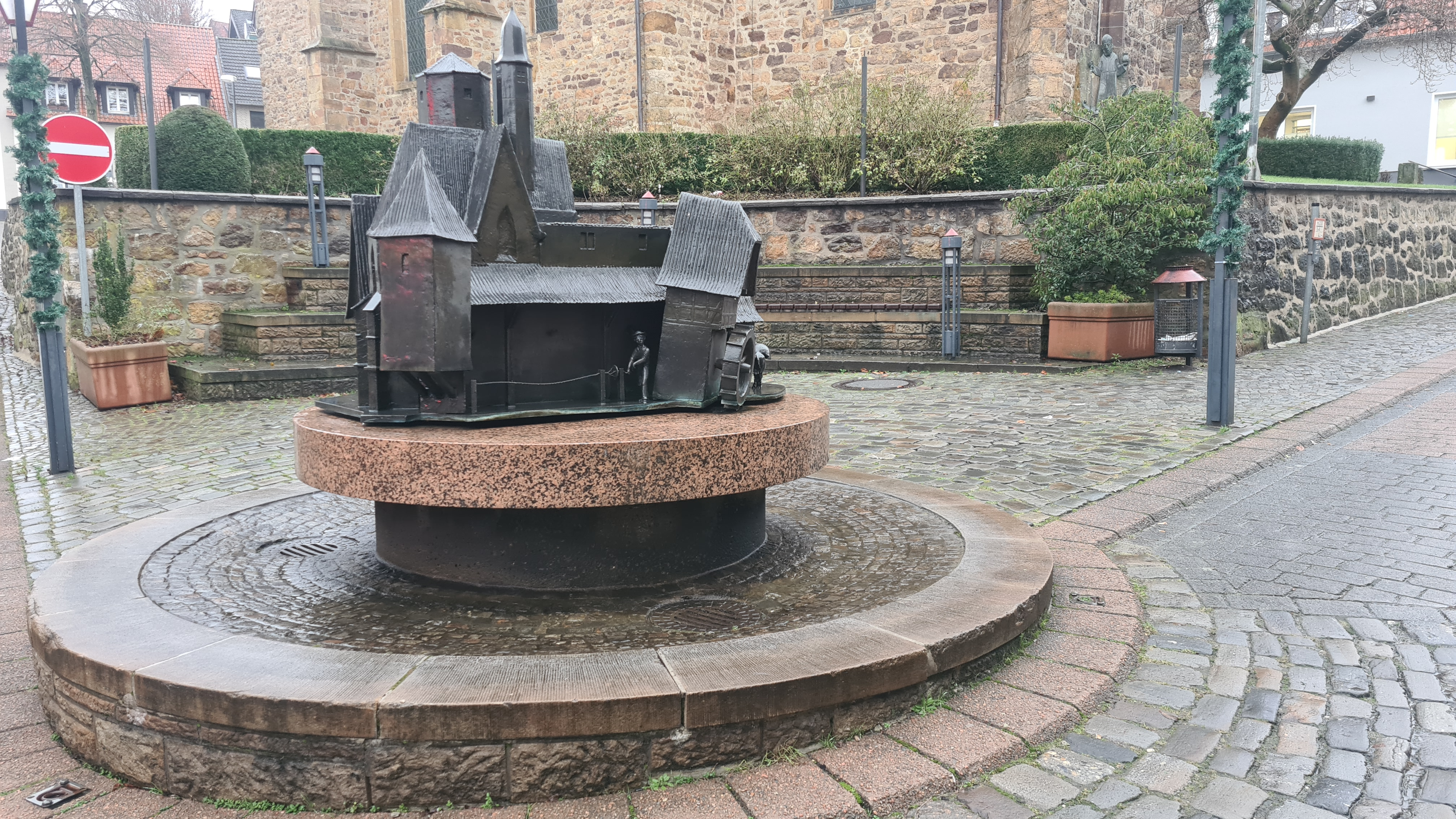
Handwerkerbrunnen, Fleckenskirche in Bad Iburg
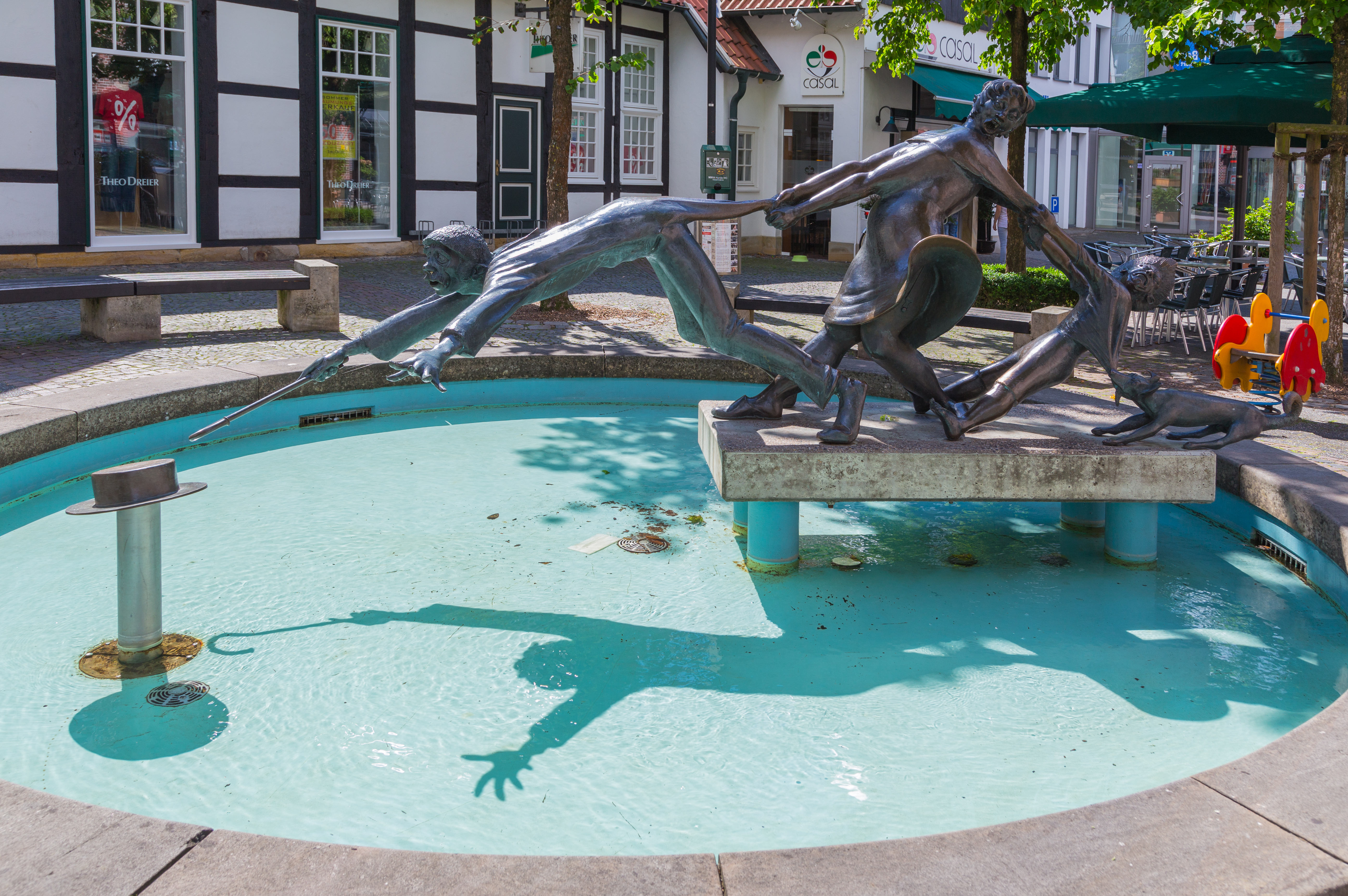
Zwischenfall-Brunnen, Lengerich
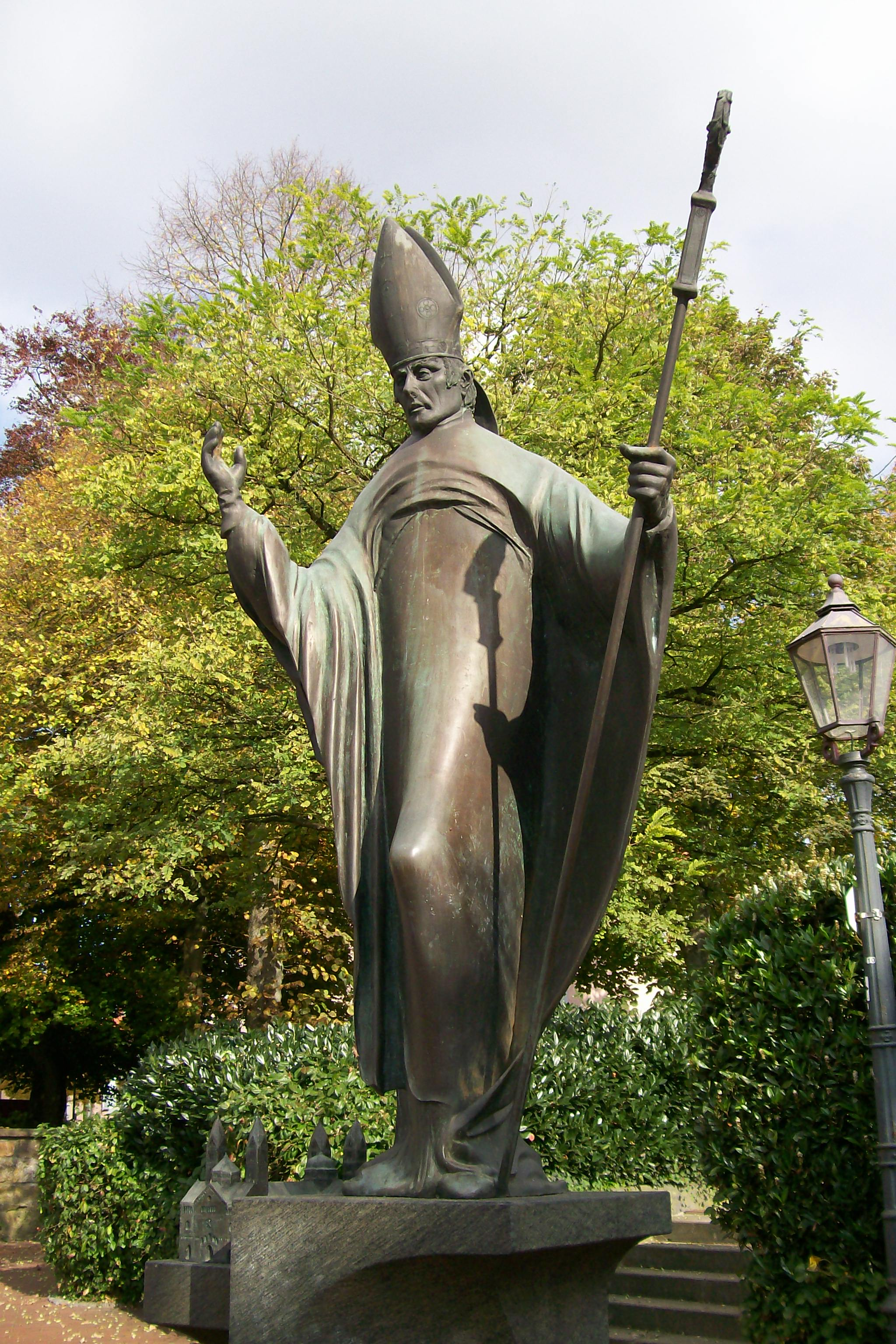
Benno II. von Osnabrück in Bad Iburg
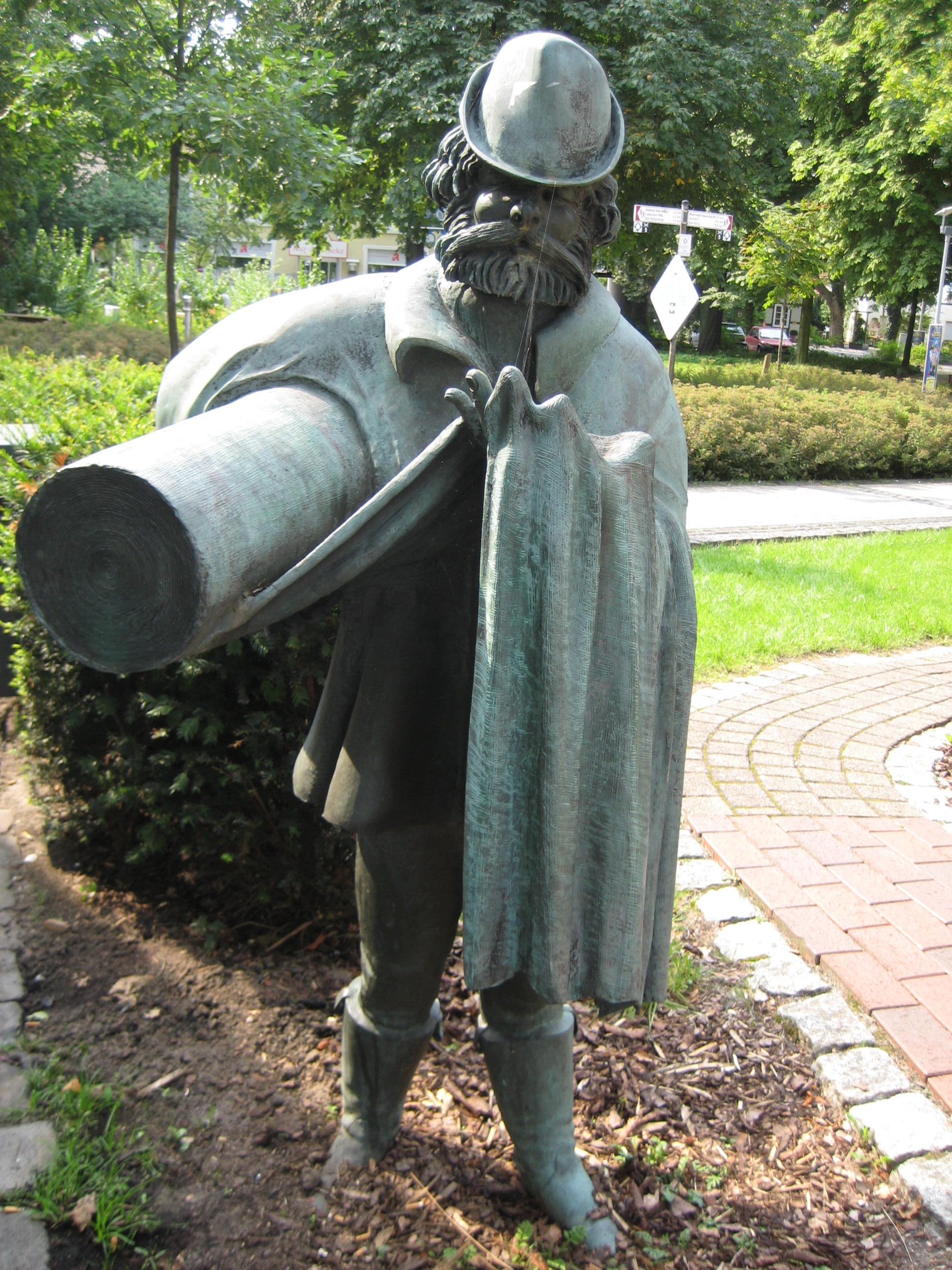
Der Leinenhändler in Bad Laer
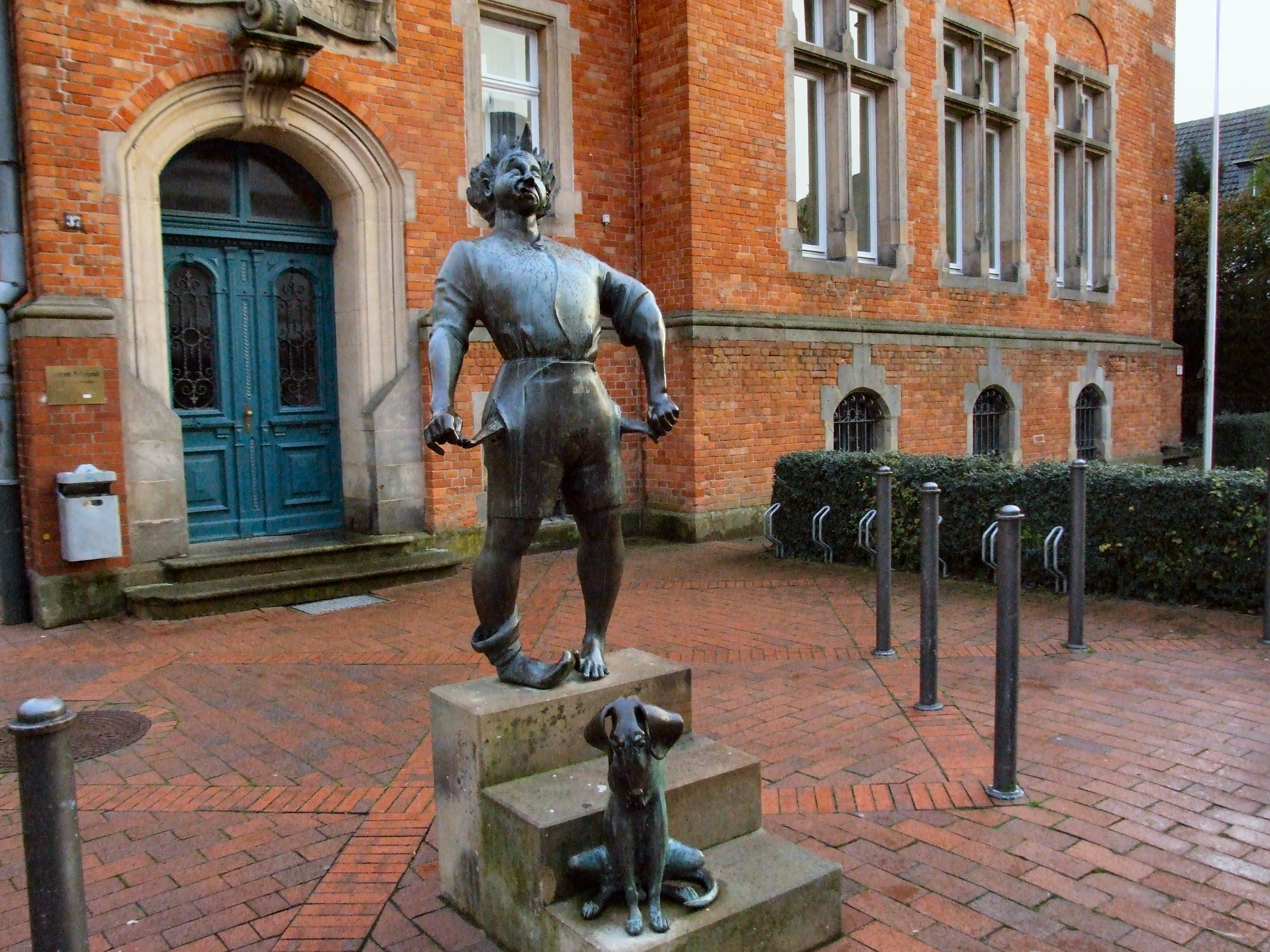
Der arme Steuerbürger vor dem Finanzamt von Quakenbrück
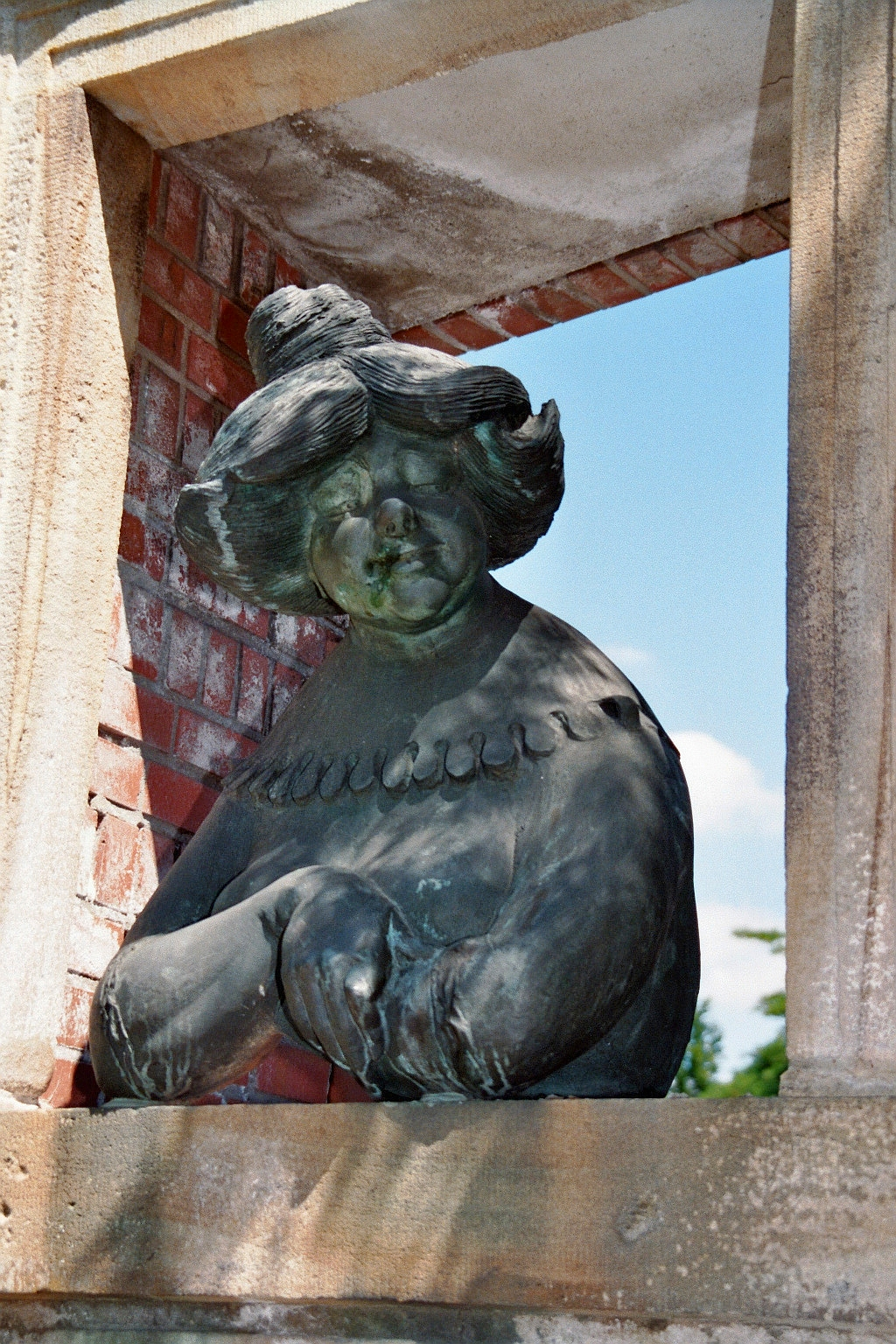
Christel von der Post in der Posthofmauer in Ibbenbüren